# 棍棒椰子
棍棒椰子（学名：Hyophorbe verschaffeltii）为棕櫚科酒瓶椰子屬下的一个种。

## 扩展阅读
- 維基物種上的相關：棍棒椰子